# Iglesia del Dulce Nombre de María (Santiago de Chile)
La Iglesia del Dulce Nombre de María es un templo católico ubicado en la intersección de las calles Carmen y Curicó, en el centro de la ciudad de Santiago, Chile.

## Historia
En 1856 el presbítero Blas Cañas creó la primera congregación religiosa de Chile, la Casa de María Santísima, que se dedicaba a asilar a mujeres jóvenes. La congregación se asentó en terrenos donados por el pintor Alejandro Cicarelli.
La iglesia de la congregación comenzó su construcción en el año 1878 por el arquitecto Teodoro Burchard, en conjunto con la casa de acogidas para niñas en riesgo, casa para las religiosas, vivienda y un colegio.
Los terremotos de 1985 y 2010 dejaron daños a la iglesia, por lo que tuvo que cerrar durante un año para su reparación.

## Descripción
Construida en albañilería de ladrillo, presenta tres naves, una central y dos laterales, separadas por columnas que sostienen las bóvedas ojivales. En la nave lateral sur se ubica una capilla de mayor longitud.
La techumbre es de madera, al igual que la torre central y las bóvedas.